# Монетный двор Аргентины
Государственное общество Монетный двор (исп. Sociedad del Estado Casa de Moneda) — государственное предприятие, контролируемое правительством Аргентины и непосредственно подчиняющееся Министерству экономики и финансов. Отвечает за печать банкнот и чеканку монет, как законных платёжных средств.
Он также отвечает за печать марок, паспортов, официальных бланков и изготовление медалей. Был основан 29 сентября 1875 года, первый завод был запущен 14 февраля 1881 года.
В 1927 году монетный двор открыл свой музей, в котором хранятся документы, монеты и марки огромной исторической ценности.